# Knight Commander
Knight Commander bezeichnet im englischen Sprachgebrauch die zweithöchste Ordensklasse (Großkomtur oder Komtur) eines drei- bzw. fünfstufigen staatlichen Verdienstordens, sofern ein Mann damit ausgezeichnet wird.
Bei den Ritterorden des Vereinigten Königreichs ist für britische Staatsbürger und für Staatsbürger eines Commonwealth Realm damit die Erhebung in den persönlichen Adelsstand verbunden. In diesem Fall wird das Prädikat Sir ([sɜː(ɹ)]) dem Vornamen vorangestellt. Bei Frauen heißt die entsprechende Stufe Dame Commander und das vorangestellte Prädikat lautet Dame ([deɪ̯m]). Die Abkürzung, die auch dem Familiennamen (post-nominal) nachgestellt wird, lautet z. B. für den Order of the British Empire „KBE“ bei den Männern bzw. „DBE“ bei den Frauen.
Die Stufe eines Knight Commander existiert z. B. bei folgenden Ritterorden des Vereinigten Königreichs:
- Order of the British Empire (KBE)[1]
- Order of the Bath (KCB)[2][3]
- Order of St. Michael and St. George (KCMG)[4]
- Royal Victorian Order (KCVO)[5]

Zudem existiert die Stufe auch bei Orden der Commonwealth Realms:
- Order of Saint Lucia (KCSL)[6]

Auch bei Auszeichnungen, die nicht mehr verliehen werden, gab es die Stufe eines Knight Commanders:
- Order of the Indian Empire (KCIE)[7]
- Order of the Star of India (KCSI)[8]
- Royal Guelphic Order (KCH)[9]